# Tomáš Vaněk (výtvarník)

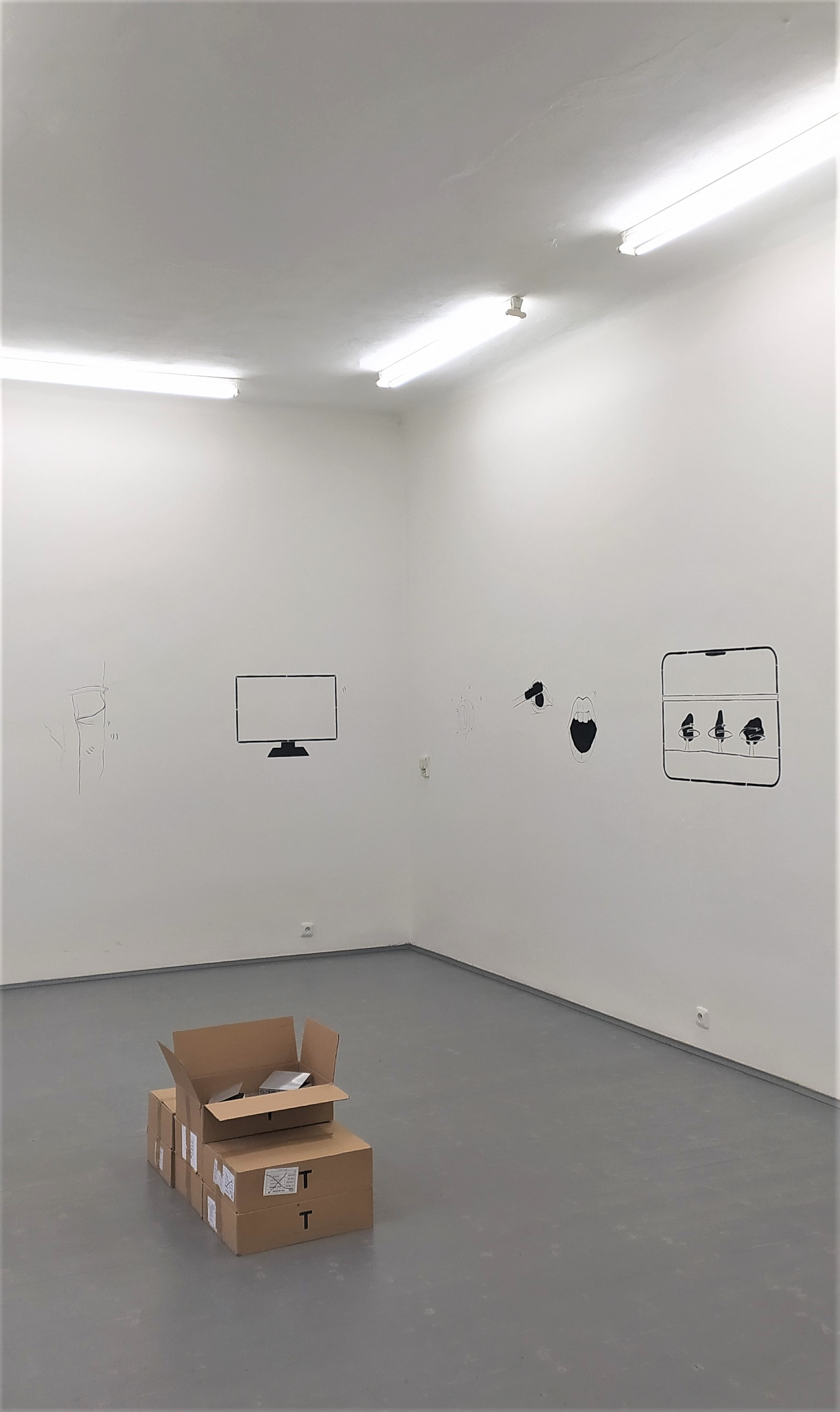
Pohled do Vaňkovy výstavy "Particip č. 220 – Schémata vybraných vět z participu č. 39 & Particip č. 219 – Kniha sms kreseb vytvořených pod participem č. 191" v Galerii Měsíc ve dne, České Budějovice, 2020.

Tomáš Vaněk (* 25. nebo 27. července 1966 Počátky) je český výtvarník a vysokoškolský pedagog, v letech 2014 až 2022 rektor Akademie výtvarných umění v Praze.

## Život
V letech 1990 až 1997 vystudoval Akademii výtvarných umění v Praze pod vedením prof. Jiřího Sopka a prof. Vladimíra Kokolii. Na českou výtvarnou scénu vstoupil v polovině 90. let 20. století. V letech 1996–2002 byl členem uměleckého seskupení BJ (Bezhlavý Jezdec) (spolu s Josefem Bolfem, Jánem Mančuškou a Janem Šerých) a od roku 1999 působil v rámci pas – produkce aktivit současnosti (spolu s Jiřím Skálou a Vítem Havránkem).  Se skupinou BJ mimo jiné inicioval program pro vývěskovou vitrínu v ulici Komunardů v pražských Holešovicích. Šlo o konfrontaci uměleckých postupů s každodenním provozem ulice. Bezprostředními komunikačními experimenty v reálných podmínkách se Vaněk zabývá dodnes. Patrně nejvýznamnějším počinem týmu pas byla spolupráce se studiem Projektil architekti na výběru výtvarného řešení interiéru Národní technické knihovny v Praze. V roce 2001 Vaněk získal renomovanou Cenu Jindřicha Chalupeckého pro umělce do 35 let. Vystavení jeho sprejovaných reinterpretací kreseb Josefa Lady na přehlídce finalistů ceny ve Veletržním paláci Národní galerie Praha vyvolala stížnost Ladových dědiců a medializovaný zásah vedení galerie, při kterém byla prezentace zakryta záclonou a opatřena distancujícím se upozorněním. Absolvoval tvůrčí pobyty v San Francisku (2002), Vídni (2003), Berlíně (2003), Londýně (2004) a New Yorku (2006). Svými díly je zastoupen ve státních i soukromých sbírkách. V roce 2010 vystavoval na Evropském bienále současného umění Manifesta 8 ve španělské Murcii. Od roku 2010 pedagogicky působí na Akademii výtvarných umění v Praze jako vedoucí pedagog Ateliéru intermediální tvorby III. V letech 2011 až 2013 byl předsedou Akademického senátu AVU v Praze. V listopadu 2013 byl v prvním kole zvolen kandidátem na funkci rektora Akademie výtvarných umění v Praze. O dva měsíce později jej do této pozice jmenoval prezident Miloš Zeman, a to s účinností od 1. února 2014. Na základě další volby byl jmenován i do druhého funkčního období s účinností od 1. února 2018. Funkci zastával do konce ledna 2022, kdy jej v ní vystřídala Maria Topolčanská.

## Dílo
Vaněk záhy opustil médium závěsného obrazu a klasické malířské postupy a od konce 90. let se věnoval sprejování vybraných motivů podle šablon, jimiž doplňoval konkrétní prostředí (např. vícebarevné dřevěné obložení stěn, televizory či pouze o kovový háček ve zdi) a významově je tak proměňoval. Kritik umění Mathieu Copeland v roce 2007 tyto intervence charakterizoval slovy: „Práce a materiál TV pocházejí ze skutečnosti, ovšem důležitější je, že jsou ze skutečnosti vyrobené. Umělecké dílo, dočasně a očividně falešně vložené do určitého kontextu, se jeví jako porucha prostředí, jako připomínka, že něco není tak docela v pořádku.“  Své počiny Vaněk začal jednotně nazývat „participy“. Jejích základními společnými charakteristikami je vztah k místu a zájem o situaci. Sám Tomáš Vaněk k participům podotkl: „Participy mají tendenci napojit se a účastnit se něčeho podstatného. Dodávám k nim, že se je připravuji pro konkrétní místo a situaci, a to znamená jedno: být instantně připraven dělat umění rychle i pomalu, kamkoliv přijdu, a hlavně zjišťovat si kontexty politické, estetické, sociální, a gestem akcí či fyzickým objektem zviditelnit něco, co jsem tam rozklíčoval.“  Copeland charakteristiku participů zpřesňuje tvrzením, že „ten kdo ´participuje´ není umělec na veřejnosti (a to ani obráceně), ale mnohem spíš dílo na kontextu“  a kritik umění Jan Zálešák jako jejich hlavní rysy uvádí snahu o aktivizaci diváka, narušení jeho zažitých modelů recepce uměleckého díla a hravou polemiku s prostorem galerie a práci s účastí a zapojováním. Tento výčet pak doplňuje vysvětlením, že „Vaněk své participy vytváří jak pro galerijní, tak pro negalerijní prostředí, vždy je ovšem důležitá jejich aktuální situovanost, jež otázku, zda se dílo nachází v galerii, nebo mimo ni, odsouvá do jisté míry na druhou kolej."  V praxi se Vaněk dostával k situacím v galerijním i veřejném prostoru a zároveň začal prozkoumávat možnosti performativní kresby reagující na vnímání prostoru či zvukových binaurálních nahrávek, které v daných prostorech vytvářel pro následný poslech prostřednictvím stereo sluchátek.

## Výběr ze samostatných výstav
- 2021 Kdo spí, jakoby jedl. hunt kastner, Praha
- 2020 Particip č. 220 – Schémata vybraných vět z participu č. 39 & Particip č. 219 – Kniha sms kreseb vytvořených pod participem č. 191. Galerie Měsíc ve dne, České Budějovice
- 2019 Věčnost. Galerie Luxfer, Česká Skalice
- 2017 Particip. č. 199. Galerie Proluka, Praha
- 2017 Legenda Tomáš Vaněk. Galerie Havelka, Praha
- 2016 Particip č. 197. Galerie Kabinet T., Zlín
- 2015 Particip č. 187. Galerie Kaple, Valašské Meziříčí
- 2014 Particip č. 178. Trojhalí Karolina, PLATO Ostrava  Archivováno 28. 7. 2020 na Wayback Machine.
- 2011 Particip č. 123. Prezentakce. hunt kastner, Prague
- 2011 Particip č. 143. Čas je čára je čas. Galerie Na shledanou, Volyně
- 2010 The Lost Highway. hunt kastner, Villa Reykjavik, Reykjavik (s Alenou Kotzmannovou)
- 2009 Před participy / Particip No. 91. Galerie Kabinet T, Zlín
- 2009 Particip č. 93. Galerie současného umění a architektury - Dům umění České Budějovice
- 2008 Listening Comprehension. České kulturní centrum, Vídeň (s Marlene Haring)
- 2007 Particip č. 71. To co se stalo, se právě nyní děje… Galerie Na bidýlku, Brno
- 2007 Particip č. 70 / audiosocha. Moravská galerie v Brně  Archivováno 28. 7. 2020 na Wayback Machine.
- 2007 Participy. Bastart galerie, Bratislava
- 2007 Participy. Index Foundation, Stockholm
- 2006 Particip č. 56 (napojení se na modlitbu Inge Koskové pomocí bílé). Galerie 36, Olomouc (s Inge Koskovou)
- 2006 Když se dívám na televizi nepřemýšlím. hunt kastner, Praha
- 2005 Particip č. 46. Metoda „mysli kulatě jednej hranatě". etc. galerie, Praha.
- 2005 Particip č. 45. Vem si ervejs a volně dýchej. Galerie AM180, Praha
- 2004 Particip No. 39. Camden Arts Centre, Londýn
- 2004 Particip No. 15/4. Swiss Cottage Central Library, Londýn
- 2004 Particip No. 15/3. Kunstbibliothek, Berlín
- 2002 Particip č. 18. Škoda není Lada. Galerie Display, Praha
- 2001 Particip č. 15. Knihovna Uměleckoprůmyslového muzea v Praze
- 2000 Particip č. 7. nápad – šablona – posun – střik. Galerie Na bidýlku, Brno
- 1999 Particip č. 6. Monokiny. Galerie Druhá Modrá, Brno
- 1998 Barvy Laky. Galerie U bílého jednorožce, Galerie Klatovy / Klenová
- 1998 Lov. Galerie Černý pavouk, Ostrava